# HTC Desire S
HTC Desire S är en mobiltelefon som är skapad och tillverkad av HTC Corporation som för tillfället har Android OS version 2.3.5 Gingerbread som släpptes den 25 juli 2011.[källa behövs] Telefonen presenterades för första gången under Mobile World Congress den 15 februari 2011.

## Hårdvara
HTC Desire S har liknande hårdvara som dess föregångare HTC Desire. En av de största och kanske viktigaste hårdvaruppgraderingarna var ökningen på 33% i RAM och 100% ökning i det interna minnet. Men även den trådlösa teknologin fick sig ett lyft genom HSDPA 3G (3,5G), vilket tillåter för nedladdningshastigheter upp till 14,4 Mb/s.

## Mjukvara
Telefonen hade från början Android-version 2.3 och HTC Sense 2.1 Den uppgraderades senare till Android 2.3.5 och HTC Sense 3.0. På HTC:s officiella webbplats stod det vintern och våren 2011/2012 att en uppdatering till version 4.0 (Ice Cream Sandwich) skulle komma runt juni/juli, senare sköts dock detta datum upp till augusti.
Någon gång under augusti lades det upp en Kernel på HTC:s webbplats för utvecklare där man kunde ladda ner den nya versionen av Android 4.0.4 och HTC Sense 3.6 manuellt.